# Zeta Ceti
Pour les articles homonymes, voir Baten Kaitos.
Désignations
Zeta Ceti (ζ Cet / ζ Ceti) est une étoile binaire de la constellation de la Baleine. Elle est également appelée par son nom traditionnel Baten Kaitos (de l'Arabe batn qaytus : « ventre de monstre des mers »). Elle se situe approximativement à 260 années-lumière de la Terre et sa magnitude apparente est de + 3,9.
Le nom propre Baten Kaitos a été officialisé par l'Union astronomique internationale en date du 12 septembre 2016
Zeta Ceti est une étoile binaire spectroscopique à un spectre seulement, avec une période orbitale de 4,5 ans et avec une excentricité de 0,59. L'étoile primaire du système est une géante orangée, de type spectral K0 IIIBa0.1.